# Tom Daly (baseball, 1891)
Pour les articles homonymes, voir Tom Daly et Daly.
Thomas Daniel Daly (né le 12 décembre 1891 à Saint-Jean, Nouveau-Brunswick, Canada, mort le 7 novembre 1946 à Medford, Massachusetts, États-Unis) est un receveur et entraîneur canadien de baseball.

## Carrière
Il est receveur avec les White Sox de Chicago (1913-15), les Guardians de Cleveland (1916) et les Cubs de Chicago (1918-21), il aide les Cubs à participer à la Série mondiale de 1918.
Après sa carrière dans les ligue majeure, il entraîne les Maple Leafs (en) de Toronto dans la Ligue internationale durant la saison de 1932. Il entraîne ensuite les Red Sox de Boston pendant 14 saisons (1933-1946), soit la plus longue période en continue pour un entraîneur pour les Bosox. Durant cette période, il est instructeur au troisième but de 1937 à 1943.
Daly meurt à Medford dans le Massachusetts d'un cancer colorectal à l'âge de 54 ans.